# Ловля яблук

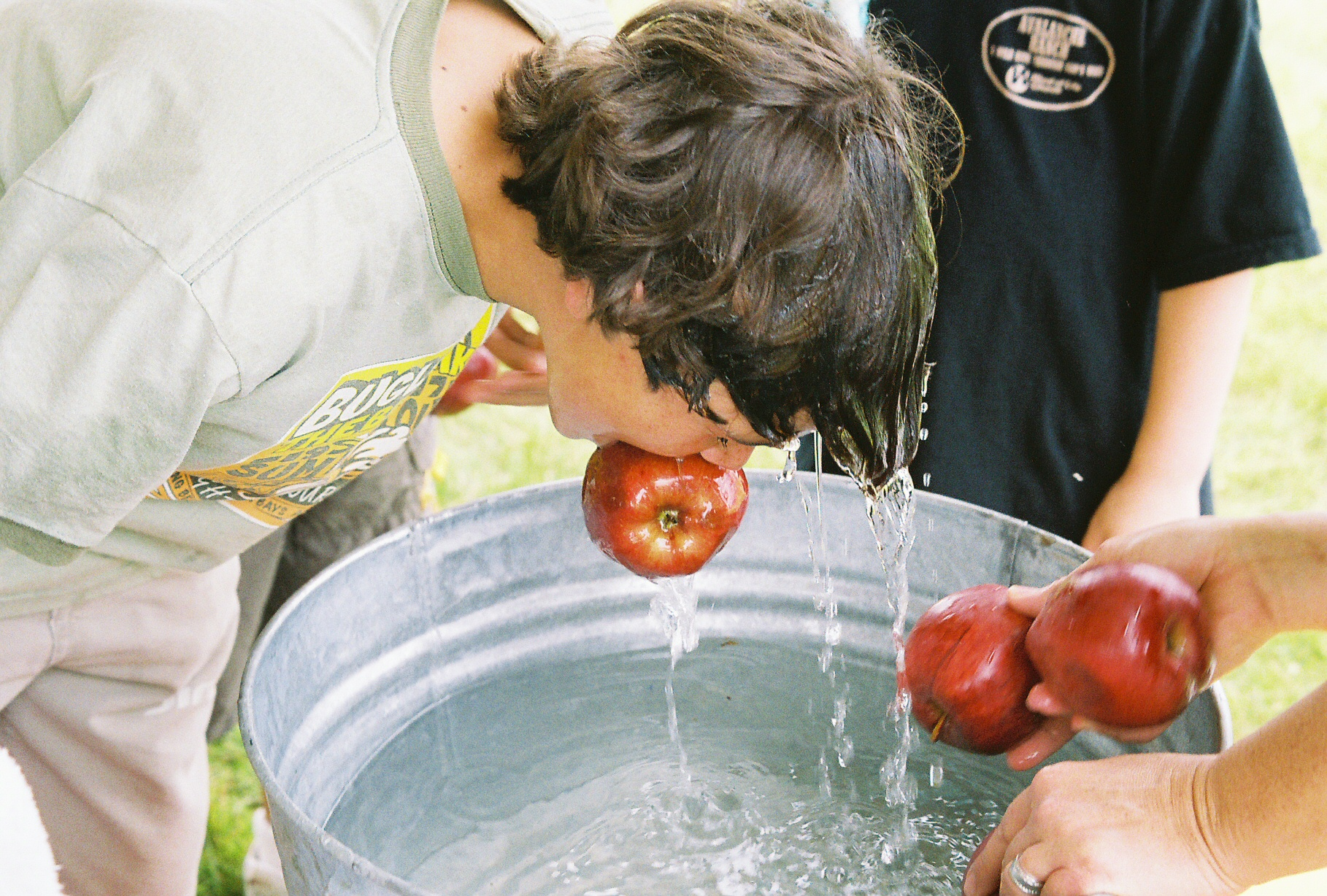
Приклад

Ловля яблук — традиційна передусім в англомовних країнах (Велика Британія, США, Канада) гра на свято Хелловін, що полягає в спробі дістати зубами яблуко з води.
Для гри будь-яку ємність, найчастіше таз чи ванну, наповнюють водою, після чого поміщають туди яблука. Оскільки яблука мають меншу щільність, ніж вода, вони виринають на поверхню. Гравці, зазвичай діти/підлітки, намагаються зловити та схопити яблука зубами, а потім витягнути їх із води. Користуватися для цього руками заборонено, і їх нерідко зв'язують за спиною, щоб запобігти можливому шахрайству.
Традиція лову яблук із води сходить, за деякими припущеннями, ще на часи римського завоювання Британії, коли римляни, які вперше завезли на Британські острови яблуню, намагалися поєднати свої культурні традиції з традиціями місцевих кельтських народів. У Середньовіччі гра стала досить поширеною в Ірландії; дівчата, що дістали яблуко з води зубами, часто клали його на ніч під подушку, що, згідно з повір'ям, обіцяло вдалий шлюб у майбутньому.
За цією грою роблять спроби встановлення світових рекордів швидкості, проте деякі лікарі у зв'язку з особливостями ігрового процесу (велика кількість людей, що опускають особи в одну і ту ж ємність, і торкання зубами багатьох людей одного і того ж яблука) піддають гру критиці як негігієнічне і потенційно небезпечне для здоров'я заняття.